# くるりんバス (立川市)

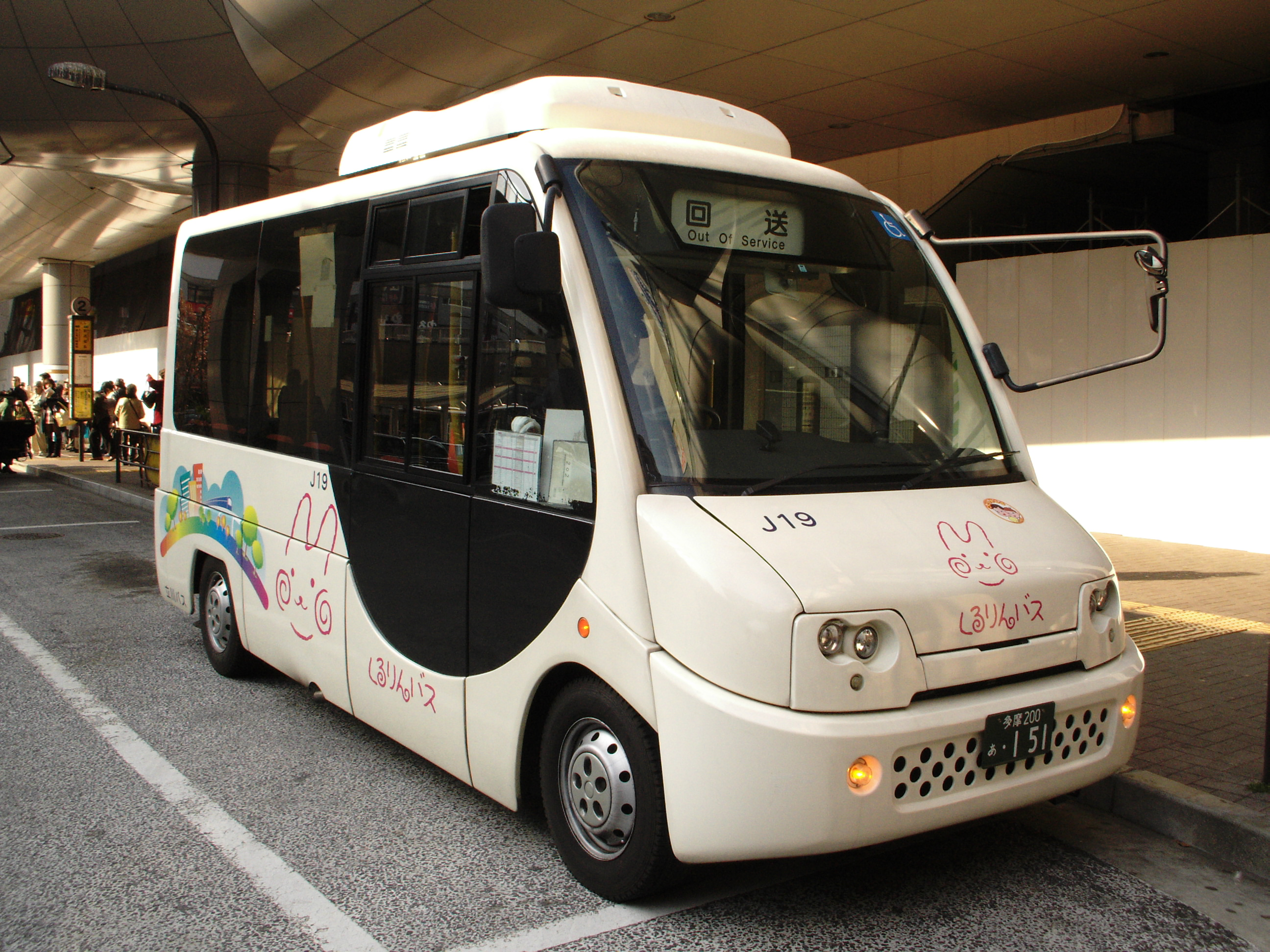
運行開始時に導入された初代車両
日野・ポンチョ（初代）
立川バス J19（2007年1月撮影）

くるりんバスは、東京都立川市が運行するコミュニティバスの愛称。立川市では「市民バス」と称している。2002年（平成14年）12月運行開始。
全ルートで立川バス上水営業所に運行を委託している。

## 運賃100円で誕生
市内に点在する行政施設への市民の足として誕生した。立川駅北口の市街地再開発地区にある立川市女性総合センター（立川市曙町2丁目）を起点とし、JR中央線の北側を巡回する「きたくるりん（北ルート）」、南側を巡回する「みなみくるりん（南ルート）」が、それぞれ1時間おきの運行で始まった。
しかし最も交通機関の少ない市北西部のルートが無く、市民からの要望も強かったことから、2005年（平成17年）12月、「にしくるりん（西ルート）」を新設するとともに、北ルート・南ルートも見直しがされた。
2005年12月の見直しでは、従来から北ルートと南ルートの接続拠点であった女性総合センターのほかに、西武拝島線武蔵砂川駅の南側に新たなバスプールが整備され、北ルートと西ルートの接続拠点となった。また、南ルートは循環路線から往復路線に変更され、始発停留所が立川駅南口に変更されることで、立川駅からの利便性が向上した。しかし、北ルートは武蔵砂川駅に乗り入れることで接続路線としての意義を増したものの、立川駅からの利便性向上は図られなかった。
さらに、2010年（平成22年）5月の市役所移転にともない、北ルートの路線を一部変更し、立川市役所と裁判所前にも停車するようになった。
2012年（平成24年）7月からは、西ルートを松中団地操車場で「西西ルート」「西東ルート」に分割して増便。西西ルートの西武立川駅北口への乗り入れと、南ルートの昭和天皇記念館乗り入れ（一部便のみ）も開始された。
1日の乗車人数は、2007年度（平成19年度）から2011年度（平成23年度）まででは、北ルートが300人前後、南ルート・西ルートはいずれも200人前後であった。
2014年度（平成26年度）の乗車人数は以下のとおり。
- 北ルート（女性総合センター - 砂川町５丁目 - 女性総合センター）346人/日
- 南ルート（立川駅南口 - 女性総合センター - 富士見町団地西）192人/日
- 西ルート（武蔵砂川駅 - 西砂川 - 昭島駅北口。西西ルートと西東ルートの計）269人/日

## 運賃大人180円・小人90円へ

### 第1期実証運行
2016年（平成28年）5月、立川市は「コミュニティバス（くるりんバス）再編計画」を策定した。
同年9月1日より、ルートと運賃を改定して実証運行を開始した。同計画では「運行継続基準」を設け、1年間の実証運行を行った上で、収支率30％を満たすルートは本格運行に移行するが、30％を下回るルートは運行廃止についても検討するとした。
再編計画による主な変更点は以下のとおり。
- 北ルート、西東ルートを廃止
- 西砂ルート、一番ルート、砂川ルート、曙ルート、錦ルートの5ルートに再編
- 従来の100円均一運賃を、大人180円・小人90円に改定
- 新たに交通系ICカード（PASMO・Suicaなど）に対応

### 本格運行と一部ルートの実証運行継続
2017年8月31日まで実施した実証運行の結果、再編計画で掲げた「収支率30％」の運行継続基準を満たした西砂ルート、錦ルートは2018年3月1日から本格運行に移行した｡
一方、同基準を満たさなかった一番ルート、砂川ルート、曙ルートについては、ルート変更・ダイヤ変更等の経費節減策を講じた上で、2019年2月末まで実証運行の延長を行うこととした。
その後の運行状況を踏まえて、2019年8月1日から一番ルートを西砂ルートに統合したほか、砂川ルート・曙ルートの一部停留所を廃止し減便した上で、それぞれ「西砂ルート砂川支線」「錦ルート曙支線」に変更し、1年間の実証運行を開始した。

## 運賃
2016年9月1日改定。
- 1乗車大人180円、小人90円（障害者割引運賃：大人90円、小人50円）、未就学児は無料。
- 交通系ICカード（PASMO・Suicaなど）対応。ICカードも現金と同一運賃。「バス利用特典サービス」がサービス終了まで適用されていた。
- 専用回数券（90円券12枚綴りで1,000円）が販売されている。
- 現金・回数券は後払い。ICカードは乗車時と降車時にカードリーダーにタッチする。
- 定期券、東京都シルバーパスは利用不可。

## 現行路線
2019年8月1日改定。主な停留所のみ記載。
詳細は、立川市公式サイト「くるりんバスの運行について」に掲載されている各ルートの運行ルート図と時刻表を参照。

### 西砂ルート
- 昭島駅北口 - 西武立川駅南口 - 西砂川 - 松中団地操車場 - 西武立川駅北口（この向きが「下り」）

### 錦ルート
- 立川駅南口 - 柴崎体育館 - 立川病院 - 立川駅南口（循環）

### 砂川支線（平日のみ運行）

#### 上水営業所方面行き（上り）
- 西武立川駅北口 -  上水営業所（構内）

武蔵砂川駅前ロータリー内へは2019年10月1日から乗り入れ開始。

#### 西武立川駅北口方面行き（下り）
- 上水営業所（構内） - 玉川上水駅 - 武蔵砂川駅 - 松中団地 - 西武立川駅北口

武蔵砂川駅は、駅前広場整備工事に伴い2019年9月30日まで通過、同年10月1日から駅前ロータリー内へ乗り入れ開始。

### 曙支線（平日のみ運行）
- 立川駅北口 - アートアベニュー立川 - 立川駅北口（循環）、朝夕の運行なし。

## 過去の運賃・路線

### 2016年8月31日まで
路線再編前の運賃および路線（）は以下のとおり。運行経路は再編直前のもの。

#### 運賃
- 全線100円均一
  - 専用回数券（11枚綴り）あり
- 交通系ICカード（PASMO・Suicaなど）は利用不可
- 東京都シルバーパスは利用不可

#### 路線

##### きたくるりん（北ルート）
- 2002年12月運行開始
  - 2005年12月ルート変更
  - 2010年5月ルート再変更、立川市役所へ乗り入れ開始

運行経路
- 女性総合センター - 立川地方合同庁舎（旧：緑町公園南） - 熊野神社前 - 泉市民体育館 - けやき台団地北 - 砂川九番 - 柏町四丁目 - 武蔵砂川駅 - 立川市役所 - 裁判所前 - 災害医療センター東 - 女性総合センター（この向きが「左回り」。起点の女性総合センターから右方向に行くが、表記は「左回り」)

##### みなみくるりん（南ルート）
- 2002年12月運行開始（循環路線）
  - 2005年12月ルート変更、往復路線となる

運行経路
- 立川駅南口 - 立川年金事務所 - 錦町六丁目西 - 羽衣町交番前 - 女性総合センター - 災害医療センター - 立川警察署 - 総合福祉センター - 西立川 - 富士見町団地西（この向きが「下り」）

##### にしくるりん（西ルート）
- 2005年12月運行開始
  - 2012年7月「西西ルート」「西東ルート」に分割される

運行経路
- 西西ルート
  - 昭島駅北口 - フォレスト・イン昭和館 - 西武立川駅北口 - リサイクルセンター南 - 松中団地操車場（この向きが「下り」）
- 西東ルート
  - 武蔵砂川駅 - 松中団地操車場（この向きが「下り」）

## 車両
2002年12月の運行開始時は、ノンステップバスの初代ポンチョが導入された。その後は車両代替により、2代目ポンチョが使用されている。
立川バス標準色の車両が代走することもあり、この場合は基本的には小型車だが、稀に中型車が投入されることもある。いずれの場合もステッカーを貼付して「くるりんバス」であることを示す。

### 現行車両
- 日野・ポンチョ（2代目）
  - ロングボディ（2ドア車）
    - 定員36名（座席11、立席24、運転手1）
    - 2台保有（一番ルート・曙ルートで使用）

  - ショートボディ（1ドア車）
    - 定員29名（座席10、立席18、運転手1）
    - 3台保有

### 過去の車両
- 日野・ポンチョ（初代）

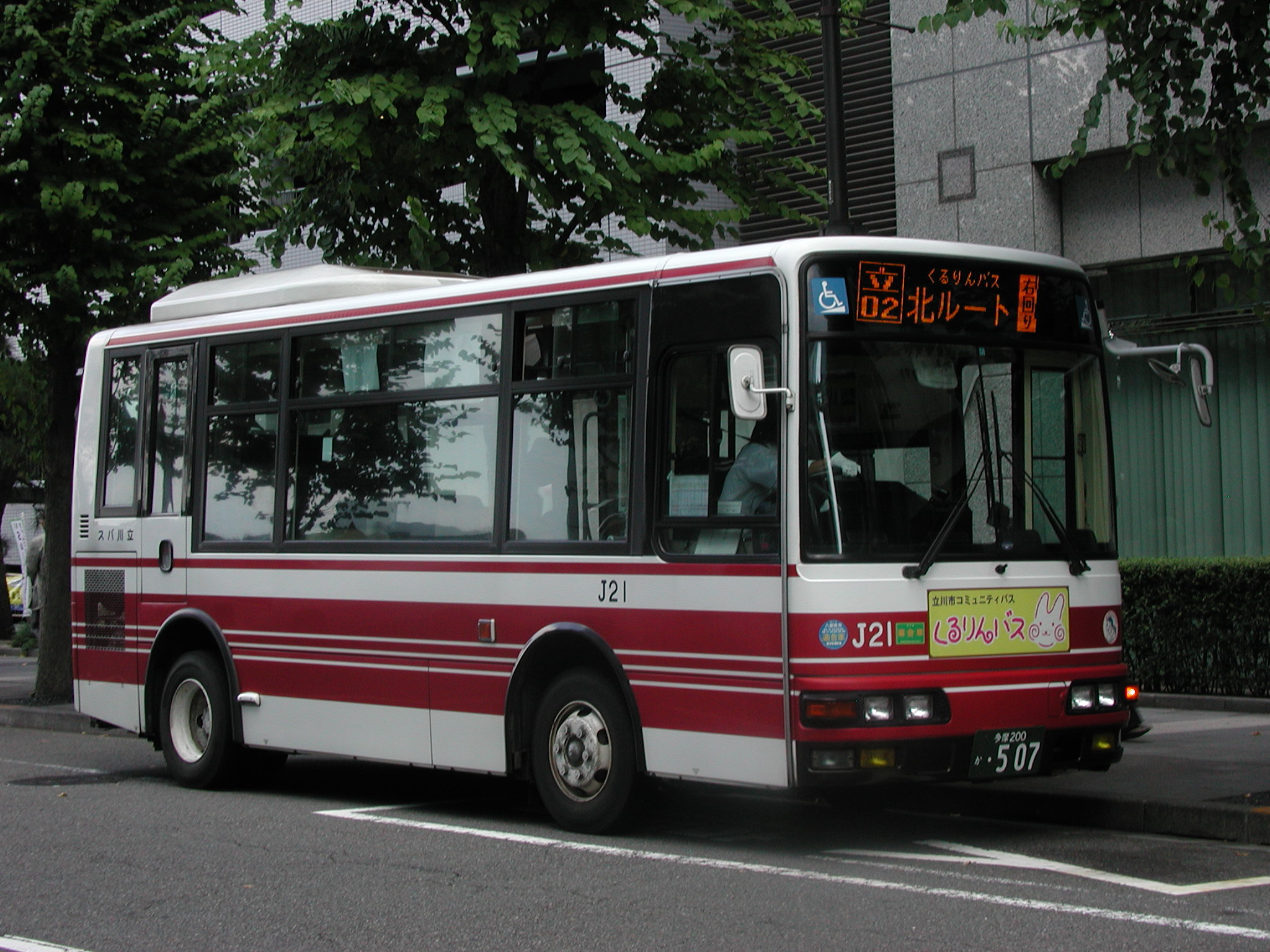
立川バス一般塗装による代車運用（2010年10月撮影）

### キャラクター
専用車には白地にピンク色で「くるりんバス」のロゴと、ウサギのキャラクター「くるりん」のイラストが描かれている。作者は立川市在住のデザイナー・鳥澤安寿。
なお「くるりん」はコミュニティバスの運行開始時に、くるりんバス専用キャラクターとしてデザインされたが、2012年（平成24年）立川市により「立川市キャラクター」の全国公募が行われ、既存のキャラクターを含めた市民投票の結果、立川市の公式キャラクターに選定されたという経緯がある。自治体のゆるキャラを車体にラッピングするコミュニティバスは数多いが、当初コミュニティバス専用に制作されたキャラクターが市民の人気を集め、市全体の公式キャラクターに「昇格」した例として特筆される。
立川駅北口のペデストリアンデッキに「ようこそ立川へ」という文字を掲げた「くるりん」の立像も建設された。また着ぐるみも制作され、市内を中心に各地のイベントなどに出演している。